# 제32육군방공미사일방어사령부
제32육군방공미사일방어사령부(32d Army Air and Missile Defense Command (32nd AAMDC))는 텍사스주 포트 블리스에 본부를 둔 미국 육군의 본토 방공 및 미사일 방어사령부로, 본토에 배치된 4개 방공포병여단을 지휘통제한다.

## 역사

### 제1차 세계 대전
1918년 1월, 플로리다주 키웨스트 막사에서 정규군 소속 해안포병대 제32포병여단으로 창설되었다.
미국 원정군의 일원으로서 유럽 전구에 배치되었고, 셍미이엘 전투와 뫼즈-아르곤느 공세에 참전하여 화력을 지원하였다.
1919년 2월 18일, 버지니아주 캠프 힐에서 여단은 동원해제로 인해 해체하였다.

### 제2차 세계 대전
1936년 10월 14일, 정규군 소속 제32해안포병여단 본부로 재정과 동시에 본부와 본부포대를 통합되었다.
1942년 11월 20일 텍사스주 포트 블리스에서 소집되었다.
1943년 5월 28일, 제32대항공기포병여단이 되었다.
1947년 5월 30일, 필리핀 제도에서 주필 미군으로 주둔하다가 동원해제에 따라 해산하였다.

### 주유럽 미군
1951년 2월 6일, 잉글랜드에서 재소집되었다.
1957년 7월 28일, 영국 Bushey Hall에서 독일 카이저슬라우테른으로 제배치되었다.
1958년 3월 20일, 제32포병여단으로 재편성되었다.
1966년 5월 11일, 제32육군방공사령부가 재편성되었다.
1991년 9월 13일, 제69방공포병여단이 제5(V)군단으로 전속하였다.
1992년 7월 15일, 제10방공포병여단이 다름슈타트에서 해산하였다.
1995년 7월 15일 해체되었다.

### 본토 방공대
1998년 10월 16일, 제32육군방공미사일방어사령부로서 텍사스주 포트 블리스에서 재소집되었다. 제11방공포병여단, 제31방공포병여단, 제69방공포병여단, 제108방공포병여단를 지휘통제하게 되었다. 같은 해 12월 16일부터 19일 사이에 진행된 연합군의 이라크 폭격인 사막 여우 작전에 참전하였다.

## 부대

### 현재

32nd AAMDC의 구조

소속 방공포병여단의 SSI
제11방공포병여단
제31방공포병여단
제69방공포병여단
제108방공포병여단

- 제11방공포병여단, 포트 블리스
- 제31방공포병여단, 포트 실
- 제69방공포병여단, 포트 카바조스
- 제108방공포병여단, 포트 리버티

### 주유럽 미군
잉글랜드
- 제4대항공기포병대대
- 제39대항공기포병대대
- 제60대항공기포병대대

- 제1대항공기포병단
- 제12대항공기포병단

주독 미군
- 제10포병(단/여단), 뮌헨; 1961년 7월 1일
- 제69포병(단/여단); 1960년 4월 1일
- 제94포병(단/여단), 카이저슬라우테른; 1960년 4월 1일
- 제108포병(단/여단)
- 제3병기대대
- 제11통신대대

## 기록

### 소속
- 미국 유럽 육군, 1966년 5월 11일
- 미국 육군 전력사령부, 1998년 10월 16일

### 계보
- 1918년 1월 1일, Headquarters, 32d Artillery Brigade  (Coast Artillery Corps)
정비군에 배정됨.
→제32포병여단, 본부 및 본부포대 (해안포병대
- 1927년 10월 18일, 정비군에 배정됨.
- 1936년 10월 14일, Headquarters and Headquarters Battery, 32d Coast Artillery Brigade
→제32해안포병여단, 본부 및 본부포대
- 1943년 5월 28일, Headquarters and Headquarters Battery, 32d Antiaircraft  Artillery Brigade
→제32대항공기포병여단, 본부 및 본부포대
- 1958년 3월 20일, Headquarters and Headquarters Battery, 32d Artillery Brigade
→제32포병여단, 본부 및 본부포대
- 1966년 5월 11일, Headquarters and Headquarters Battery, 32d Army Air Defense  Command
→제32육군방공사령부, 본부 및 본부포대
- 1998년 10월 16일, Headquarters and Headquarters Battery, 32d Army Air and  Missile Defense Command
→제32육군방공미사일방어사령부, 본부 및 본부포대

### 전역
| 스트리머        | 내역                                |
| --------------- | ----------------------------------- |
| 제1차 세계 대전 | - 생미하히 - 뫼즈-아르곤느          |
| 태평양 전쟁     | - 뉴기니 - 비스마르크 제도 - 레이테 |
| 테러와의 전쟁   |                                     |

### 스트리머
| 스트리머 | 내역                    |                                           |
| -------- | ----------------------- | ----------------------------------------- |
|          | 육군 공로부대표창       | 서남아시아, 2002년 ~ 2003년               |
|          | 육군 우수부대표창       | 1990년 ~ 1991년                           |
|          | 육군 우수부대표창       | 1993년 ~ 1994년                           |
|          | 필리핀 대통령 부대 표창 | 필리핀, 1944년 10월 17일 ~ 1945년 7월 4일 |

## 같이 보기
- 육군방공사령부 (미국), 옛 미국 본토 방공사령부
- 제10육군방공미사일방어사령부, 유럽
- 제94육군방공미사일방어사령부, 태평양

## 참고
- “Headquarters and Headquarters Battery, 32d Army Air and Missile Defense Command” (영어). Center of Military History. 2010년 8월 23일. 2023년 8월 11일에 확인함.
- “32nd Army Air Defense Command”. 《usarmygermany.com》 (영어). 2023년 8월 11일에 확인함.